# Bambini di Mengele

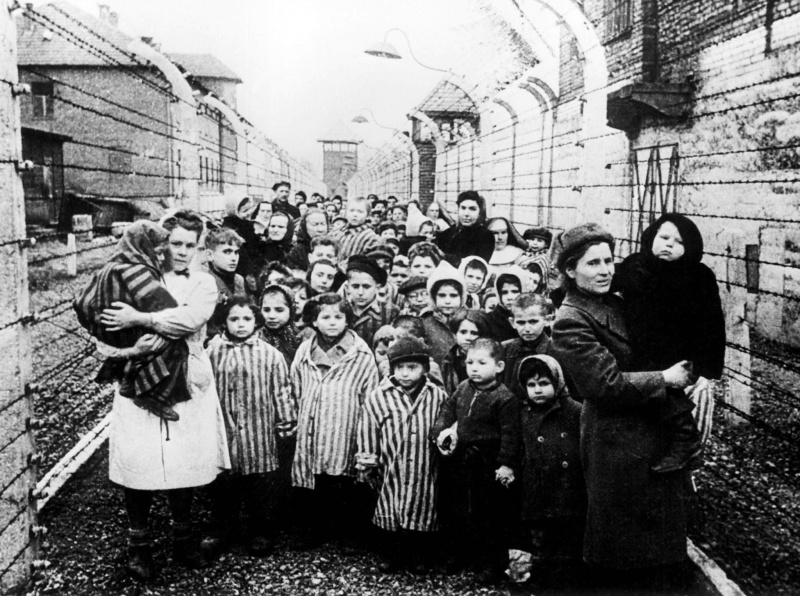
Bambini sopravvissuti ad Auschwitz

I bambini di Mengele sono stati un gruppo di bambini di Auschwitz (specialmente gemelli) selezionati tra il maggio 1943 e il gennaio 1945 come cavie per gli esperimenti medici di Josef Mengele. 
Circa 3100 bambini furono selezionati a vivere e morire, ne sopravvissero 200.

## La vicenda
Dal maggio 1943 Josef Mengele, assieme ad altri medici nazisti, lavorava a Auschwitz-Birkenau per la selezione dei prigionieri in arrivo al campo. Era lui a decidere chi (anziani, malati, bambini con le loro mamme) dovesse incamminarsi direttamente per le camere a gas o chi fosse adatto al lavoro coatto.
Mengele però era ad Auschwitz prima di tutto per perseguire i suoi interessi di ricerca pseudo-scientifici sulla razza. Era convinto che la genetica potesse dare un contributo decisivo all'identificazione dei tratti dominanti della razza ariana, al mantenimento della sua purezza e alla riproduzione di essa.
Mengele aveva lavorato per il professor Otmar Freiherr von Verschuer, un biologo pioniere nello studio dei gemelli. Credeva che nei gemelli si trovassero i segreti dell'ereditarietà. Scoprirli, significava per lui garantire il futuro e l'eternità della "razza ariana".
Ad Auschwitz gli si offriva la possibilità di selezionare un gran numero di cavie umane da destinare alle sue ricerche, cavie che potevano essere usate a suo piacimento senza alcuna limitazione ed essere sostituite altrettanto facilmente in caso di morte.
Dapprima Mengele lavorò come medico del campo rom ad Auschwitz-Birkenau. I bambini vivevano lì assieme ai genitori. Una delle prime iniziative di Mengele fu di creare il Kindergarten, una sorta di centro diurno per i bambini, dove essi potessero giocare durante il giorno. Mengele usò il Kindergarden per compiervi i primi esperimenti sui gemelli. Quando poi si accorse che i bambini rom venivano particolarmente colpiti da stomatite gangrenosa se ne interessò immediatamente, ipotizzando che essa fosse di origine genetica. Credeva che questa particolare esposizione alla malattia fosse la prova di una loro predisposizione razziale. In realtà, la malattia era dovuta alle precarie condizioni alimentari, e questo spiegava il motivo per il quale essi contraevano questa particolare patologia nel campo. I bambini rom oggetto delle attenzioni di Mengele non erano curati, bensì si aspettava il progredire della malattia per studiarla, finché i malati, consumati dalla malattia, venivano avviati alle camere a gas.
Quando tra il maggio e l'agosto 1944 il campo rom fu completamente liquidato, Mengele rivolse la sua attenzione soprattutto ai gemelli ebrei. Così sulla rampa di arrivo ad Auschwitz-Birkenau, anche quando non fosse il suo turno come selettore, Mengele era quasi sempre presente, continuamente alla ricerca di bambini che ritenesse adatti ai suoi esperimenti. Anche un gruppo di bambini di Terezín fu selezionato per gli esperimenti quando il campo per famiglie riservato ai deportati da Terezín fu liquidato nel luglio 1944. Mengele era anche interessato a persone affette da nanismo o gigantismo o ogni tipo di carattere o malattia ereditaria, dei quali era convinto che si potesse tracciare un'origine genetica razziale.
Almeno 3.000 gemelli furono selezionati. Essi venivano di regola sottratti ai loro genitori; soltanto in casi di bambini neonati, talora fu concesso alla madre di seguirli.
Una speciale baracca era riservata ai bambini di Mengele. Dopo la doccia, era loro tatuato un numero secondo una sequenza speciale. I loro capelli non venivano immediatamente rasati né era imposta loro l'uniforme del campo. Mengele si preoccupava che essi fossero in buona salute. Ricevevano buone razioni alimentari e le condizioni di vita nella baracca erano migliori che altrove. Espletato al mattino il rituale dell'appello all'aperto, ai bambini era concesso giocare e non era imposto loro alcun lavoro. Mengele stesso si fermava con loro a scherzare, spesso donando loro delle caramelle.
Ogni giorno però i bambini erano sottoposti ad esperimenti. Ogni dettaglio della loro anatomia era accuratamente esaminato, studiato e misurato. Continui prelievi del sangue o iniezioni di farmaci erano parte della routine quotidiana. Questi esami spesso causavano dolori gravi e infezioni. Talora, si procedeva a interventi chirurgici, eseguiti senza anestesia, che potevano includere la rimozione di organi, o l'amputazione di parti del corpo. Quando un gemello moriva, l'altro veniva ucciso con un'iniezione al cuore di fenolo, per esaminare e confrontare gli effetti della malattia.
Tutti i morti erano soggetti ad autopsia che veniva effettuata dal dott. Miklós Nyiszli, un medico patologo ungherese prigioniero ad Auschwitz, che per ognuno doveva stendere un accurato rapporto. Alcuni organi, occhi, campioni di sangue e tessuti venivano inviati a Verschuer all'Istituto di ricerca biologico-razziale di Berlino, dove venivano analizzati, con lo scopo di riuscire a trovare una differenza sostanziale tra il sangue degli ariani e quello dei non-ariani.
Un altro campo al centro delle attenzioni di Mengele erano le anomalie dell'apparato visivo e, in particolare, la eterocromia, che consiste nello scolorimento dell'iride di un occhio che quindi risulta di colore diverso dall'altro. Lo scopo che spingeva Mengele a perseguire questo genere di studi era quello di poter influire sulla colorazione degli occhi, trasformando quelli scuri e facendoli diventare azzurri. La pratica comportava l'iniezione di metilene blu direttamente nell'iride. Data la mancanza di ogni base scientifica, l'esperimento risultava del tutto inutile con l'unico risultato di produrre sofferenze e cecità.
Mengele si occupava molto anche di esperimenti sulle malattie infettive, alla ricerca di rimedi e vaccini per le truppe tedesche. Talora metteva a disposizione le proprie "cavie" anche per altri laboratori di ricerca come nel caso dei 20 bambini inviati al campo di concentramento di Neuengamme presso Amburgo per essere sottoposti agli esperimenti sulla tubercolosi del dottor Kurt Heissmeyer. In essi trovò la morte anche il piccolo Sergio De Simone.
Gli studi di Mengele sono passati alla storia per la crudeltà con cui venivano eseguiti, e per la completa inutilità a fini scientifici. Solo 200 dei bambini di Mengele erano ancora vivi nel gennaio 1945 quando il campo di Auschwitz-Birkenau fu liberato dalle truppe sovietiche, tra cui anche le piccole Andra e Tatiana Bucci. Ci sono anch'essi tra i bambini spesso ritratti nelle foto di quei giorni dietro il filo spinato, rappresentando essi la maggioranza (anche se non la totalità) delle poche centinaia di bambini presenti ad Auschwitz al momento della Liberazione.

## Sopravvivenza e memoria
Per tutti i bambini sopravvissuti, la liberazione da Auschwitz non significò un facile ritorno alla normalità. La maggior parte di loro era rimasta senza famiglia, in alcuni casi i gemelli si trovarono addirittura separati l'uno dell'altro. Ci vollero anni prima che per ciascuno di loro si ricostituissero condizioni di stabilità, attraverso complessi ricongiungimenti familiari ed esperienze di orfanotrofio e adozione. Molti portarono per tutta la vita nel corpo e nello spirito i segni degli esperimenti cui furono sottoposti. Poiché nessuno si interessò a loro come ad un gruppo con problemi e bisogni specifici, le loro storie individuali furono estremamente diverse. Di molti si persero le tracce nel dopoguerra e la voce dei bambini di Mengele rimase a lungo inascoltata.
Nel 1984 Eva Mozes Kor assieme alla sorella Miriam si fece promotrice della costituzione di un'associazione che riunisse i gemelli come loro sopravvissuti: C.A.N.D.L.E.S. (Children of Auschwitz Nazi Deadly Lab Experiments Survivors). Nel 1990 la loro esperienza fu per la prima volta al centro di un documentario televisivo prodotto negli Stati Uniti da Kent State University. Nello stesso anno fu pubblicato lo studio di Lucette Lagnado e Sheila Cohn (Children of the Flames: Dr. Josef Mengele and the Untold Story of the Twins of Auschwitz, New York: Morrow, 1990) che offriva la prima ricostruzione storica dettagliata degli eventi. Nel 1995 fu aperto a Terre Haute (in Indiana) un museo per preservare la memoria della loro esperienza. Nel 2009 Eva Mozes pubblicò le sue memorie nel volume Surviving the Angel of Death: The Story of a Mengele Twin in Auschwitz. Si riportano qui a titolo puramente illustrativo i nomi e le note biografiche di alcuni dei gemelli che hanno fornito al museo la loro testimonianza:
- Jacob & Reizel Feingold (Berlino, 3 novembre 1927). La famiglia si era rifugiata dalla Germania in Olanda dopo Kristallnacht. Nel 1940 furono deportati a Westerbork. Nel 1944 furono inviati a Theresienstadt e quindi a Auschwitz. Alla liberazione i due gemelli persero contatto. Riunitisi in un campo profughi in Germania, emigrarono nel 1947 negli Stati Uniti.

- Moshe & Menashe Reichenberg (Ungheria, 1927). A causa della diversità di voce tra i due gemelli, essi furono sottoposti a esperimenti sulle loro corde vocali che causarono loro infezioni e danni permanenti. Sopravvissuti all'evacuazione del campo, furono liberati a Sachsenhausen nell'aprile 1945. Menashe non riuscì a riprendersi e dopo una lunga degenza in ospedale morì nel giugno 1946. Moshe (che cambiò il suo nome in Ephraim in memoria del fratello) emigrò in Israele nel 1948.

- Leopold & Miriam Lowy (Ungheria, 4 giugno 1928). Gli unici a sopravvivere della loro famiglia, nel 1948 emigrarono in Canada con un gruppo di orfani.

- Harry & Sitonia Schlesinger (Munkacz, CZ, 9 mar 1929). A Auschwitz Harry lavorò come fattorino all'ospedale. Nel gennaio 1945 fu evacuato dal campo e raggiunse Melk, Mauthuasen e Gunskirchen, dove fu liberato. Si riunì a Munkacz ai genitori e alla sorella, sopravvissuti, prima di emigrare nel 1947 in Israele e nel 1955 negli Stati Uniti

- Jiri & Zdenek Steiner (Praga, CZ, 20 maggio 1929). I due gemelli giunsero ad Auschwitz nel settembre 1943. Collocati nel Campo per le famiglie di Terezín a Auschwitz-Birkenau furono selezionati da Mengele al momento della sua liquidazione. Dopo la liberazione, rimasti orfani, furono ospitati in orfanotrofi in Cecoslovacchia. Zdenek morì nel 1947 vittima di un incidente d'auto. Jiri visse in Cecoslovacchia.

- Jona & Miriam Fuchs (Lodz, Polonia, 1930). Dal ghetto di Lodz le due gemelle furono deportate ad Auschwitz nel 1944. Prima della liberazione del campo furono trasferite a Ravensbrück, Malkow e Leipzig, dove furono liberate. Tornate in Polonia, si trasferirono in Inghilterra. Nel 1948 Jonah emigrò in Israele. Il 28 gennaio 2015 Jona parlò davanti all'assemblea delle Nazioni Unite in memoria delle vittime dell'Olocausto.

- Herman (Tsvi) & Siegmund (Zigi) Vizel (Cechia, 15 febbraio 1930). Tsvi si stabilì in Israele. Del fratello, se sopravvisse, non si conosce la sorte.

- Isaak & Tzvi Klein (Somotor, Slovacchia, 1931). Giunti ad Auschwitz nel 1943, i due gemelli furono gli unici della famiglia a sopravvivere. Furono evacuati prima della liberazione del campo, ritrovandosi a Melk, Mauthausen e infine a Gunskirchen. Rientrati nella città natale non vi trovarono amici o parenti. Decisero così di emigrare. Dopo un viaggio di sei mesi che nel 1946 a piedi li condusse dalla Slovacchia alla Francia e al Belgio, si imbarcarono per la Palestina.

- Sandor & Tibor Solomon (Sevlus, Cechia, 11 maggio 1931). I due fratelli furono tra i passeggeri della nave Exodus 1947 che nel luglio 1947 cercò senza successo di raggiungere la Palestina dalla Francia.

- Marc & Francesca Berkowitz (Cechia, 1932). Oltre che per i suoi esperimenti, Mengele utilizzò spesso Marc come fattorino e portaordini. Dopo la liberazione, fratello e sorella giunsero negli Stati Uniti con un gruppo di orfani.

- Miklosz & Tibor Bleier (Ungheria, 1932). Sottoposti entrambi a dolorosi esperimenti i due gemelli furono separati, convinti ciascuno di essere l'unico sopravvissuto. Ignari della sorte l'uno dell'altro, Miklosz emigrò in Israele, mentre Tibor visse in Ucraina. Si ritrovarono solo a 60 anni di distanza grazie ad una trasmissione televisiva, nell'ottobre del 2005 all'aeroporto di Kiev.

- György & István Kun (Ungheria, 1932). György (Gyuri) and István (Pista) non erano gemelli, ma nati a soli 11 mesi di distanza apparivano tali. Sopravvissuti ad Auschwitz con il padre, rientrarono in Ungheria. Pista emigrò negli Stati Uniti nel 1956 dove morì nel 1962. Gyuri visse a Budapest.

- Kalman & Eva Schwarz (Ungheria, 8 aprile 1932). Giunti ad Auschwitz nel giugno 1944 e selezionati da Mengele, nel gennaio 1945 i due gemelli furono separati. Eva fu trasferita a Ravensbruck, mentre Kalman rimase al campo. Entrambi si ritrovarono al villaggio natale dove rientrarono in tempi diversi dopo la liberazione. Nell'agosto 1945 erano in un orfanotrofio vicino a Praga. Desiderosi di emigrare in Palestina furono a bordo della nave Exodus 1947, che però non poté raggiungere la meta. Riprovarono di nuovo, questa volta con successo, l'anno successivo.

- Eva & Vera Weiss (Kosice, CZ, 1932). Eva e Vera furono evacuate dal campo nel gennaio 1945 e portate a Ravensbrück e quindi a Bergen-Belsen, dove furono liberate. Trascorsi due anni in un campo profughi in Svezia, emigrarono in Israele.

- Eva & Moritz Zelmonovits (Ungheria, 6 giugno 1932). Nel gennaio 1945 i due gemelli furono separati. Eva fu trasferita a Ravensbruck, mentre Moritz rimase al campo, dove anche il padre sopravvisse. I tre superstiti si ritrovarono in Ungheria dove rientrarono in tempi diversi dopo la liberazione. Nel 1949 Eva decise di emigrare in Israele, mentre Moritz e il padre emigrarono in Canada nel 1956.

- Thomas & Peter Somogyi (Pecs, Ungheria, 14 aprile 1933). I gemelli arrivarono con la loro famiglia ad Auschwitz il 9 luglio 1944. Poiché furono tra ultimi arrivati, non furono sottoposti ad esperimenti. Alla Liberazione fecero ritorno nella loro città natale dove furono raggiunti dal padre, anch'egli sopravvissuto a Dachau. Nel 1949 emigrarono in Israele e da lì in Inghilterra, Canada e Stati Uniti.

- Eva & Miriam Mozes (Romania, 1934). Presenti in una celebre fotografia di bambini sopravvissuti ad Auschwitz, rimaste orfane tornarono in Romania con le gemelle Csengeri la cui madre si fece passare per loro zia. Nel 1950 Eva e Miriam emigrarono in Israele. Eva è stata autrice nel 2009 di un libro di memorie e la maggior animatrice dell'associazione C.A.N.D.L.E.S., fino alla sua morte nel 2019.

- Judith & Ruth Rosenbaum (Brasov, Romania, 25 maggio 1934). La madre rimase con le due gemelle. La salute di Ruth deteriorò a causa del congelamento delle dita dei piedi e della tubercolosi. Morì in ospedale poco dopo la Liberazione. Judith e la madre tornarono in Romania e da lì emigrarono in Israele.

- András and Károly Brichta (Ungheria, 1935). I due gemelli sopravvissero con la madre fino alla liberazione del campo. Ritrovato il padre in Ungheria, la famiglia emigrò in Palestina.

- Jiri & Josef Fiser (Cechia, 7 gennaio 1936). I gemelli arrivarono ad Auschwitz il 15 maggio 1944, provenienti da Theresienstadt (dove erano vissuti dal 4 aprile 1942 ed avevano cantato nel coro di Brundibar). Collocati nel Campo per le famiglie di Terezín a Auschwitz-Birkenau furono selezionati da Mengele al momento della sua liquidazione nel luglio 1944. Dopo la liberazione, rimasti orfani, furono adottati da uno zio.

- Andra e Tatiana Bucci (Fiume, Italia, 1937, 1939). Andra e Tatiana non erano gemelle, ma la somiglianza tra le due sorelle suscitò l'interesse di Mengele. Liberate ad Auschwitz, Andra e Tatiana vissero in un orfanotrofio in Cecoslovacchia e furono quindi inserite in un gruppo di orfani inviati in Inghilterra nel marzo 1946. Solo nel dicembre del 1946 le due sorelle poterono riunirsi alla madre,  anch'essa sopravvissuta ai campi di concentramento, e al padre, prigioniero di guerra.

- Yehudit & Lea Csengeri (Romania, 6 giugno 1937). Giunte a Auschwitz con i Mozes, le due gemelle sopravvissero con la madre fino alla liberazione del campo. Tornarono in Romania portandosi con sé anche le gemelle Mozes. Ritrovato il padre, la famiglia emigrò in Israele nel 1960.

- René & Renate Guttmann (Cechia, 21 dicembre 1937). Arrivati ad Auschwitz da Theresienstadt René & Renate sopravvissero ma separati l'uno dall'altra. Così accadde che René, evacuato prima della Liberazione, fu adottato da una famiglia in Cechia, mentre di Renate, rimasta ad Auschwitz, si prese cura una donna polacca. La bambina finì quindi in un orfanotrofio in Francia ed adottata da una famiglia negli Stati Uniti. Fu a quel punto che nel 1950 René fu rintracciato e ricongiunto alla sorella negli Stati Uniti.

- Olga & Vera Grossman (Cechia, 1938). Sopravvissero con la madre ma nelle difficili condizioni del dopoguerra furono mandate nel 1947 con un gruppo di orfani in Irlanda e quindi in Inghilterra. A 15 anni si riunirono alla madre in Israele.

- George & Paul Hadl (Budapest, Ungheria, 9 febbraio 1938). Tra gli ultimi a giungere ad Auschwitz nel luglio 1944, alla loro madre fu permesso di rimanere con loro. Dopo la liberazione tornarono con la madre in Ungheria e quindi nel 1957 emigrarono negli Stati Uniti.

- Hanka & Eva Traub (Vienna, Austria, 1939). Liberati ad Auschwitz, come altre coppie di gemelli rimasto orfani finirono in un orfanotrofio in Cecoslovacchia. Da lì nel marzo 1946 furono trasferiti in Inghilterra.

- Josef & Martha Kleinmann (Cechia, 1940). I gemelli arrivarono ad Auschwitz il 18 maggio 1944, provenienti da Theresienstadt (dove era vissuti dal 20 giugno 1942). Collocati nel Campo per le famiglie di Terezín a Auschwitz-Birkenau furono selezionati da Mengele al momento della sua liquidazione nel luglio 1944. Dopo la liberazione un prigioniero, Smuel Grünfeld, si prese cura di Josef portandolo con sé in Ungheria. Alla morte di lui la figlia lo adottò e Josef crebbe negli Stati Uniti come Peter Grünfeld. Della sorella, se sopravvisse, non si conosce la sorte.

## Filmografia
- In the Shadow of the Reich: Nazi Medicine, regia di John Michalczyk – documentario (1997)
- Forgiving Dr. Mengele, regia di Bob Hercules e Cheri Pugh – documentario (2006)
- The Klara Wizel Story, regia di Danny Naten – documentario (2009)
- I ragazzi venuti dal Brasile, regia di Franklin J. Schaffner (1978)
- The German Doctor (Wakolda) scritto e diretto da Lucía Puenzo - film (2013)
- 70072 la bambina che non sapeva odiare, regia di Elso Merlo – docufilm (2020)
- La stella di Andra e Tati - film (2018)

### Testimonianze
- Miklós Nyiszli, Medico ad Auschwitz, Milano: Sugar, 1962.
- Eva Mozes Kor, Surviving the Angel of Death: The True Story of a Mengele Twin in Auschwitz, Terre Haute: Tanglewood, 2012.
- Titti Marrone, Meglio non sapere, Roma: Laterza, 2003. <Testimonianza di Andra e Tatiana Bucci>

### Studi, monografie
- Christian Bernadac. Les médecins maudits; les expériences médicales humaines dans les camps de concentration. Paris: Editions France-Empire, 1967.
- Robert Jay Lifton. I medici nazisti, Milano: Rizzoli, 1988 (rist. 2016).
- Lucette Lagnado, and Sheila Cohn, Children of the Flames: Dr. Josef Mengele and the Untold Story of the Twins of Auschwitz, New York: Morrow, 1990.
- Paul Weindling, Victims and Survivors of Nazi Human Experiments: Science and Suffering in the Holocaust, London: Bloomsbury, 2015.sos